# Икс-мен (филм)
Икс-мен (енгл. X-Men) је амерички суперхеројски филм из 2000. године, заснован на истоименим Марвеловим стриповима. У главним улогама су Патрик Стјуарт, Хју Џекман, Ијан Макелен, Хали Бери, Фамке Јансен, Џејмс Марсден, Брус Дејвисон, Ребека Ромејн, Реј Парк, Тајлер Мејн и Ана Паквин. 
Филм је премијерно приказан 12. јула 2000. године на острву Елис, а у америчке биоскопе је пуштен два дана касније. Био је финансијски успешан, зарадивши преко 296 милиона долара широм света и добио је углавном позитивне критике. Успех филма довео је до серије наставака, преднаставака и спин-оф филмова, a са укупним успехом серијала дошло је до поновне појава филмова о суперхеројима, жанра који је остао врло популаран у наредне две деценије.

## Радња
На планети се рађају деца са необичним моћима, узрокованим променама у генетском коду. За њих се брине професор Чарлс Kсавијер, који води школу у којима их учи како да контролишу своје моћи и помоћу њих да чине добро. Али ту су и други Икс-мени који не деле његово мишљење и немају племените циљеве. Док професор Kсавијер тежи несметаном прилагођавању мутаната у људском друштву, његов противник Магнето има другачије намере – жели да мутира целокупну људску расу како би сви били једнаки.

## Улоге
| Глумац         | Улога                         |
| -------------- | ----------------------------- |
| Хју Џекман     | Логан / Вулверин              |
| Патрик Стјуарт | Чарлс Ксавијер / Професор Икс |
| Ијан Макелен   | Ерик Леншер / Магнето         |
| Фамке Јансен   | Џин Греј                      |
| Џејмс Марсден  | Скот Самерс / Киклоп          |
| Хали Бери      | Ороро Монро / Сторм           |
| Ана Паквин     | Мери Д'Анканто / Роуг         |
| Тајлер Мејн    | Виктор Крид / Сајбертут       |
| Реј Парк       | Мортимер Тојнби / Тоуд        |
| Ребека Ромејн  | Рејвен Даркхолм / Мистик      |
| Брус Дејвисон  | сенатор Роберт Кели           |

## Зарада
- Зарада у САД - 157.299.717 $
- Зарада у иностранству - 138.950.336 $
- Зарада у свету - 296.250.053 $